# Fernando de Contreras
Fernando de Contreras (Cazalla de la Sierra, província de Sevilla, 1470 - Sevilla, 1548) fou un sacerdot. Ha estat declarat venerable per l'Església Catòlica.

## Vida
S'ordenà prevere als divuit anys i fou canonge de la catedral de Sevilla fins al 1511, que fou nomenat pel cardenal Cisneros capellà del Colegio Mayor de San Ildefonso (la suara fundada universitat) d'Alcalá de Henares. Hi estudià teologi i filosofia i, el 1516, marxà com a rector a Torrijos (província de Toledo), on l'havia cridat Teresa Enríquez (coneguda com "la loca del Sacramento"). Junts, van fomentar el culte a l'Eucaristia i fundaren una escola de gramàtica i cant.
Tornà a Sevilla el 1526, on continuà dedicat a l'educació de nens sense recursos. El 1527, acollí Joan d'Àvila a casa seva. Volia marxar a Amèrica com a missioner, però Contreras el convencé perquè continués predicant a Andalusia. El 1532, va fer el primer viatge a Alger per a alliberar captius i esclaus, oferint-se ell mateix com a ostatge mentre enviaven el rescat.
Començà a tenir anomenada per la seva activitat i Carles I el proposà com a bisbe de Guadix el 1546, però ell ho rebutà. Continuà exercint l'apostolat a Sevilla fins que hi morí el 1548, a l'hospital de Santa Marta. Fou sebollit a la catedral.